# Dagö
Dagö é uma banda de folk rock de Tallinn, Estônia.
Dagö foi formada em 1998 por Lauri Saatpalu, Peeter Rebane e Tiit Kikas. Dagö é o antigo nome de Hiiumaa, uma ilha estoniana. O primeiro álbum da banda, Dagö, foi lançado em 2000 e recebeu o prêmio de Álbum Folk/Étnico do Ano na Estônia. Toomas Rull (Bateria) e Raul Vaigla (Baixo) juntaram-se à banda logo depois. Em 2001, Dagö ganhou o primeiro prêmio no Midsummer Night’s Improvisational Festival em Pärnu. Tiit Kikas deixou o grupo em 2002, e o produtor e músico Kristo Kotkas tornou-se o “membro invisível” da banda. O segundo álbum, Toiduklubi (Food Club), foi lançado no mesmo ano, e Taavi Kerikmäe, tecladista, juntou-se ao grupo logo depois. O terceiro álbum, Hiired Tuules (Mice in the Wind), foi lançado em 2003, e no mesmo ano o baterista Petteri Hasa também se uniu à banda. O quarto álbum, Joonistatud mees (The Picture Perfect Man), foi lançado em 2006. Também em 2006, a banda recebeu o prêmio de Grupo Folk Rock do Ano na Estônia. O quinto álbum, Möödakarvapai (Smoothing Caress), foi lançado em 2008, e logo após, a banda anunciou sua separação. No outono de 2010, a banda começou a gravar novamente com novos integrantes e, em março de 2011, lançaram seu sexto álbum de estúdio, Plaan Delta.
No outono de 2010, Dagö começou a trabalhar novamente no estúdio, e o novo álbum "Plaan Delta", gravado com uma nova formação, foi lançado em março de 2011. O concerto oficial de apresentação do álbum ocorreu em 10 de abril no Nokia Concert Hall. No verão de 2011, a banda realizou uma turnê por toda a Estônia intitulada "Plaan D: Música com Ovos", junto com Bonzo e Tõun, apresentando-se em 9 cidades: Türi (22 de julho), Pärnu (23 de julho), Haapsalu (24 de julho), Pirita (26 de julho), Rakvere (27 de julho), Tartu (28 de julho), Võru-Kubija (29 de julho), Kuressaare (30 de julho) e Rapla (31 de julho).[carece de fontes?]
Na primavera de 2020, Dagö lançou seu sétimo álbum de estúdio, "Küte".[carece de fontes?]

## Integrantes
- Lauri Saatpalu (vocais)
- Peeter Rebane (guitarra)
- Raul Vaigla (baixo)
- Taavi Kerikmäe (teclados)
- Toomas Rull (bateria)
- Petteri Hasa (bateria)

## Álbuns
- 2000: Dagö
- 2002: Toiduklubi
- 2003: Hiired tuules
- 2006: Joonistatud mees
- 2008: Möödakarvapai
- 2011: Plaan Delta
- 2020: "Küte"